# Dioscorea sandwithii
Dioscorea sandwithii är en enhjärtbladig växtart som beskrevs av Bernice Giduz Schubert. Dioscorea sandwithii ingår i släktet Dioscorea och familjen Dioscoreaceae. Inga underarter finns listade i Catalogue of Life.